# Суха Гора
Суха Гора (словац. Suchá Hora) — село, громада округу Тврдошін, Жилінський край. Кадастрова площа громади — 21.85 км².
Населення 1448 осіб (станом на 31 грудня 2018 року).

## Історія
Суха Гора згадується 1566 року.

## Населення
| Рік:            | 1994. | 2004.    | 2014.   | 2024.   |
| --------------- | ----- | -------- | ------- | ------- |
| Кількість осіб: | 1145  | 1291     | 1404    | 1483    |
| Різниця:        |       | +12,75 % | +8,75 % | +5,62 % |

| Рік:            | 2023. | 2024.   |
| --------------- | ----- | ------- |
| Кількість осіб: | 1479  | 1483    |
| Різниця:        |       | +0,27 % |